# Schaduw van de Dood
Schaduw van de dood (Death's Shadow) is het zevende deel van de Demonata-serie van Darren Shan. Het boek is voor het eerst in het Engels in Groot-Brittannië gepubliceerd in mei 2008 en in november 2008 in de Verenigde Staten van Amerika. In oktober 2008 is de Nederlandse vertaling uitgekomen.
Het verhaal speelt zich af ongeveer 6 maanden na de gebeurtenissen in het 6e boek Monsteroorlog. Het verhaal wordt verteld uit het oogpunt van Bec waarmee kennis is gemaakt in het vorige deel.
In het verhaal leren we meer over Beranabus, Kernel, Grubbs en Bec MacConnan. Ook wordt de verhaallijn doorgezet over het mystieke wapen, de Kah-Gash. Dit wapen is ooit in drie stukken verdeeld en de personages Kernel, Grubbs en Bec dragen ieder zo'n stuk in zich. Grote vraag is hoe dit wapen bewust gebruikt zou kunnen worden.
Ook komt er meer duidelijkheid over de mysterieuze demon (de schaduw) die aan het einde van het vorige boek werd geïntroduceerd.